# Sons of the P
Sons of the P es el tercer álbum del grupo de rap Digital Underground, lanzado el 15 de octubre de 1991. El álbum incluye dos exitosos sencillos, "No Nose Job" y "Kiss You Back", ambos compuestos e interpretados por el líder del grupo Greg Jacobs (a.k.a. Shock G/Humpty Hump). "Kiss You Back" no fue coescrita y cointerpretada por George Clinton, como en muchas ocasiones se informa, aunque su nombre aparece en los créditos de composición debido al sample de la canción "(Not Just) Knee Deep" de Funkadelic. Sin embargo, la canción en la que Clinton colabora es en "Sons of the P", tanto en la composición y grabación del tema como con su voz, significando una de las primeras apariciones del cantante de funk en una canción de hip-hop, precedido solo por su colaboración en "Magilla Gorilla" de Kurtis Blow en 1986. Tanto el álbum como el sencillo "Kiss You Back" fueron certificados oro por la RIAA.

## Lista de canciones
1. "The DFLO Shuttle" (con 2Pac)
2. "Heartbeat Props"
3. "No Nose Job"
4. "Sons Of The P" (con George Clinton)
5. "Flowin' On The D-Line"
6. "Kiss You Back"
7. "Tales Of The Funky"
8. "The Higher Heights Of Spirituality"
9. "Family Of The Underground"
10. "The D-Flowstrumental"
11. "Good Thing We're Rappin'"

## Posiciones en lista

### Álbum
| Año  | Álbum         | Posiciones en lista | Posiciones en lista    | Posiciones en lista |
| Año  | Álbum         | Billboard 200       | Top R&B/Hip Hop Albums |                     |
| 1991 | Sons Of The P | #44                 | #23                    |                     |

### Sencillos
| Año  | Canción       | Posiciones en lista | Posiciones en lista              | Posiciones en lista |
| Año  | Canción       | Billboard Hot 100   | Hot R&B/Hip-Hop Singles & Tracks | Hot Rap Singles     |
| 1991 | Kiss You Back | #40                 | #13                              | #5                  |
| 1991 | No Nose Job   | 28                  | #                                | #27                 |